# Mira Fuchrer

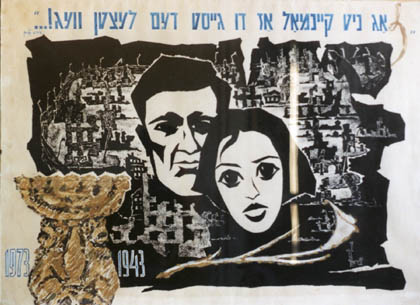
Målning föreställande Mira Fuchrer och Mordechaj Anielewicz.

Mira Fuchrer (hebreiska: מירה פוכרר), född 1920 i Warszawa, död 8 maj 1943 i Warszawa, var en polsk motståndskämpe och medlem av Żydowska Organizacja Bojowa (ŻOB) som ledde upproret i Warszawas getto 1943.
Fuchrer var initialt aktiv i den judiska ungdomsorganisationen Hashomer Hatzair, där hon lärde känna Mordechaj Anielewicz som blev hennes pojkvän. Vid Nazitysklands invasion av Polen i september 1939 flydde paret till Vilnius, som då tillhörde Polen. I januari 1940 återvände de till Warszawa, där ett getto inrättades i oktober samma år. Fuchrer arbetade i ett skrädderi tillsammans med sina väninnor Towa Frenkel och Rachel Zilberberg.
Upproret i gettot inleddes den 19 april 1943, då SS ämnade likvidera gettot. Utsikterna för upproret var hopplösa och den 8 maj var ŻOB omringat. Omständigheterna kring Fuchrers död är oklara, men man antar att hon begick självmord tillsammans med flera andra motståndskämpar, bland andra pojkvännen Mordechaj Anielewicz.

## Filmatiseringar
I TV-filmen Uprising från 2001 i regi av Jon Avnet spelas Mira Fuchrer av Radha Mitchell.